# Zoofili
Zoofili er defineret som et menneskes seksuelle tiltrækning til ikke-menneskelige dyr og klassificeres ifølge DSM-V som en parafili. Menneske/dyr-interaktion refereres ofte til som zooseksualitet, sodomi, dyresex eller i juridisk terminologi som crimen bestialis, og en udøver af denne form for seksualitet betegnes som en sodomit.
Zoofili anses af mange for unaturligt og zooseksualitet er blevet fordømt af mange årsager, ikke mindst religiøse. En udbredt holdning fordømmer zoofili som en form for dyremishandling; dog har nogle argumenteret for, at dette ikke nødvendigvis er tilfældet, som f.eks. filosoffen Peter Singer.
Det er et omstridt spørgsmål, i hvilket omfang zooseksualitet forekommer, og hvilken natur zooseksuelle forhold har. Fortalere for zoofili hævder ofte, at menneske/dyr-forholdet går dybere end det seksuelle, og at de er i stand til at danne kærlige forhold med et dyr, der ofte kan vare flere år og som de ikke anser for funktionelt forskelligt fra andre seksuelle/kærlighedsforhold.

## Loven
I Danmark er seksuel kontakt med dyr forbudt som følge af en lovændring i 2015, besiddelse og køb af dyrepornografi er derimod ikke forbudt, men i visse tilfælde kan der være tale om en overtrædelse af Dyreværnsloven, der bl.a. siger:
- § 1. Dyr skal behandles forsvarligt og beskyttes bedst muligt mod smerte, lidelse, angst, varigt men og væsentlig ulempe.
- § 2. Enhver, der holder dyr, skal sørge for, at de behandles omsorgsfuldt.
- § 3a. Det er forbudt at have seksuel omgang med eller foretage seksuelle handlinger med dyr, jf. dog stk. 2.
  - Stk. 2. Forbuddet omfatter ikke handlinger, som udføres af veterinærmedicinske eller zootekniske årsager (...)

## Pornografi
Pornografi med dyr er forbudt i en lang række lande, selv dér hvor handlingen selv ikke eksplicit er forbudt. I USA regnes sådan pornografi automatisk for "obskøn" og må derfor ikke sælges, videreformidles eller importeres, omend selvstændig produktion og besiddelse er tilladt. Lignende restriktioner findes i Tyskland (cf. §184 StGB [1]).
Materiale med dyresex er dog i stort omfang tilgængeligt på internettet, hovedsageligt fordi produktion og salg er lovligt i lande som Holland og Danmark. En af de første "stjerner" inden for feltet var danskeren Bodil Joensen, der virkede i perioden 1969-72. I 1980'erne tog hollænderne føringen. I Ungarn, hvor det ikke er forbudt at producere dyreporno, er bestiality i dag blevet en virkelig industri, der producerer talrige film og blade, specielt til hollandske firmaer, og genren har skabt sine egne stjerner, som Hector – en granddanois. Andre steder ser kvindelige pornoskuespillere dyresex-optagelser med heste og hunde som en nem måde til at tjene flere penge (f.eks. Chessie Moore) eller blive berømt (f.eks. Linda Lovelace).

## Mytologi og religion
Zoofili har været et hyppigt emne i kunst, litteratur og fantasi, men særligt mytologien er rig på fortællinger om zoofili, særligt i den udbredte form, hvor et menneske har samleje med en gud i dyreform. I den græske mytologi havde Zeus således i form af en svane samleje med Leda, der efterfølgende fødte Helena og Polydeuces), ganske som han også i tyreskikkelse besnærede den skønne Europa. Den kendte Minotaurus, der var halvt menneske og halvt tyr, var resultatet af dronning Pasiphaes samleje med en hvid tyr, og guden Pan – der hyppigt afbildes med gede-træk – har også været forbundet med dyresex. Fra den nordiske mytologi kendes beretningen om, hvordan Loke i skikkelse af en hoppe havde samleje med en hingst og derved fødte Odins ottebenede hest Sleipner. Tilsvarende kendes fra den svenske gravhøj Sagaholm flere helleristninger fra nordisk bronzealder, der afbilder zoofili.
Religionernes verden frembyder lejlighedsvist også egentlige zoofile samlejer. Fra det 1200-tallets keltiske Ulster kendes fx eksempler på ritualer, hvor kongen som del af indvielsesceremonien indgik ægteskab med en hvid hoppe, der efterfølgende blev slagtet og fortæret. Tilsvarende kendes fra den vediske religion i det gamle Indien det såkaldte aśvamedha ("hesteoffer"), hvor en hingst efter at være badet og salvet med klaret smør bliver slagtet, hvorefter dronningen udfører et rituelt samleje med den nyligt afsjælede hest.
Disse eksempler uanset har religionernes verden dog oftest forbudt eller frarådet zoofili. Således lyder det i Bibelen:
Du må ikke have seksuel omgang med noget dyr; du bliver uren ved det. Ingen kvinde må byde sig til for et dyr, for at det skal parre sig med hende. Det er en skændsel.
Hvis en mand har seksuel omgang med et dyr, skal han lide døden. Også dyret skal I dræbe. Hvis en kvinde kommer noget som helst dyr nær, for at det skal parre sig med hende, skal du dræbe både kvinden og dyret. De skal lide døden. De har selv skylden for deres død.
Tredje Mosebog 18,23 & 20,15-16